# بیمارستان انکولوژی امیر
بیمارستان آنکولوژی امیر بیمارستانی است آموزشی درمانی واقع در شیراز، استان فارس وابسته به دانشگاه علوم پزشکی شیراز با ظرفیت ۱۰۸ تخت فعال که در سال ۱۳۸۸ خورشیدی تأسیس گردید.
این بیمارستان توسط بانوی خیر خانم «زهرا سعادت» به یاد فرزندش «امیررضا حدائق» جهت ارائه خدمات درمانی به بیماران سرطانی بنا و به دانشگاه علوم پزشکی شیراز اهدا شد.